# Bizzmacken
Bizzmacken var ett punkband från Linköping som bildades 1984 som ett industriband av sångaren Ola Jansson och trumslagaren Anders Pettersson. Basisten Max Edling och gitarristen Anders Elfström kom med strax efter lagom till den första spelningen på Grottan i Linköping. Då var texterna på tyska och bland instrumenten fanns bl.a. ett cementblandarkar. Ganska snabbt insåg bandet att det var inom den då otidsenliga punken som framtiden låg. Efter ett antal spelningar runt om i Östergötland flyttade Max Edling till Stockholm och bandet hade förlorat en av huvudlåtskrivarna som låg bakom oförglömliga låtar som "Bananarama Bohman, vi har inte glömt dig" och "Edelweiss". Det var svårt att hitta en bättre basist än Max men nyrekryterade Mikael Svensson gjorde ett bra jobb som efterträdare. Bizzmacken spelade 1986 in sin första och enda EP, "Edelweiss" med 5 låtar, "Edelweiss", "Gröna Kläder", "Snälla du" "Räddar mig" och "Alla stjärnor". Bandet turnerade flitigt i Linköping med omnejd bl.a. tillsammans med Lofi-punkarna Bilaffären men efter att sångaren Ola flyttade till Stockholm disintegrerades bandet sakta och 1989 fanns inget kvar.

## Diskografi

### Singlar
- Edelweiss - Bizz Records 001 (1986)